# Vergriffen
Als vergriffen bezeichnet man alle Waren, insbesondere aber Druckerzeugnisse und hierunter vor allem Bücher, die über die sie zuvor erstellenden und vertreibenden Verlage nicht mehr erhältlich sind.

## Voraussetzungen bei Büchern
Dem Vergriffen-sein eines Buches geht die Entscheidung eines Buchverlages voraus, im Anschluss des kompletten Abverkaufs aller gedruckten Exemplare von der Auflage eines von ihm vertriebenen Buchtitels, dieser Auflage keine weitere folgen zu lassen – oder wenn bei nicht vollständigem Verkauf einer Auflage dem Verlag eine weitere Lagerhaltung von Restexemplaren nicht mehr lohnend erscheint. Je nach Vertrag und Absprache mit den Autoren werden dann von den Verlagen die Restexemplare entweder erheblich ermäßigt verramscht oder/und den Autoren selbst angeboten oder letztlich makuliert, d. h. als Altpapier entsorgt.
Laut Angaben vom Börsenverein des Deutschen Buchhandels unter Zitierung des Buchpreisbindungsgesetzes von 2002 dürfen Verlage nach Erscheinen eines Titels diesen eigentlich nicht vor Ablauf von 18 Monaten verramschen – doch in bestimmten Ausnahmefällen, „z.B. bei periodisch erscheinenden Büchern, bei schnell veraltenden Publikationen oder bestimmten Ereignisbüchern, kann die Preisbindung sogar vor Ablauf von 18 Monaten beendet werden.“

## Zur Verwertung vergriffener Buchtitel
Vergriffene Titel bilden nicht zuletzt auch als zuweilen gesuchte Sammlerobjekte das wesentliche Geschäftsfeld für Antiquariate, die sich per se auf den An- und Verkauf alter und gebrauchter Bücher spezialisiert haben.
Ein vergriffener Buchtitel bedeutet zugleich das diesbezügliche Vertragsende zwischen Verlag und Autor. Sofern nach Rückfall der entsprechenden Rechte kein anderer Verlag gefunden wird, greifen immer mehr Autoren auf die Möglichkeit einer Selbstpublikation zurück – nicht zuletzt, um mit Neuausgaben Lesungen bestreiten und hierbei auf erneut im Buchhandel oder/und durch sie selbst lieferbare Exemplare eines Titels verweisen zu können. (Siehe hierzu auch: Selbstpublikation#Professionelle Autoren (Hybridautoren))

## Gesetzliche Bestimmungen
Gesetzlich werden die Rechte an vergriffenen Werken u. a. im Gesetz über die Wahrnehmung von Urheberrechten und verwandten Schutzrechten durch Verwertungsgesellschaften (Verwertungsgesellschaftengesetz - VGG); § 51 Vergriffene Werke sowie im Gesetz über die Wahrnehmung von Urheberrechten und verwandten Schutzrechten durch Verwertungsgesellschaften (Verwertungsgesellschaftengesetz - VGG); § 52 Register vergriffener Werke; Verordnungsermächtigung geregelt. Diese Gesetze eröffnen u. a. den Verwertungsgesellschaften wiederum für die Digitalisierung und Bereitstellung von Druckwerken im Web „neue Handlungsspielräume“. Diskutiert werden die Gesetze u. a. in der Fachzeitschrift LIBREAS.